# Medaglia del Re
La Medaglia del Re (« médaille du roi » en français) est un tournoi Championnat officiel créé en 1900 et portant le nom du roi d'Italie Humbert Ier d'Italie, assassiné le 29 juillet 1900.

## 1900
| 27 mai 1900 | Milan Cricket and Foot-Ball Club | 2 - 0 | Foot-Ball Club Juventus |  |
|             | Kilpin Allison                   |       |                         |  |

## 1901
| 3 mars 1901 | Milan Cricket and Foot-Ball Club | 5 - 0 | SEF Mediolanum |  |  |
|             |                                  |       |                |  |  |

| 10 mars 1901 | Milan Cricket and Foot-Ball Club | 3 - 0 | Foot-Ball Club Juventus |  |  |
|              |                                  |       |                         |  |  |

| 17 mars 1901 | Milan Cricket and Foot-Ball Club | 1 - 1 a.p. | Genoa Cricket and Football Club |  |  |
|              |                                  |            |                                 |  |  |

## 1902
| 2 février 1902 | Genoa Cricket and Football Club | n.c. | Società Ginnastica Andrea Doria |  |  |
|                |                                 |      |                                 |  |  |

| 9 février 1902 | Milan Cricket and Foot-Ball Club | 9 - 1 | SEF Mediolanum |  |  |
|                |                                  |       |                |  |  |

| 16 février 1902 | Milan Cricket and Foot-Ball Club | 4 - 1 | Genoa Cricket and Football Club |  |  |
|                 |                                  |       |                                 |  |  |

| 23 février 1902 | Milan Cricket and Foot-Ball Club | 7 - 0 | Football Club Torinese |  |  |
|                 |                                  |       |                        |  |  |

Invaincu en trois années de compétition, le Milan Cricket and Foot-Ball Club conserve définitivement la Medaglia del Re. 

## Note
1. ↑  D'autres sources indiquent un score de 5-0.